# Douleur et Gloire
Pour plus de détails, voir Fiche technique et Distribution.
Douleur et Gloire (Dolor y gloria) est un film espagnol écrit et réalisé par Pedro Almodóvar, sorti en 2019.
Le film est présenté en compétition officielle au Festival de Cannes 2019, où 
Antonio Banderas remporte le Prix d'interprétation masculine.

## Synopsis
Salvador Mallo est un réalisateur tourmenté et en fin de carrière qui a connu le succès mais qui ne réalise plus de films à cause des nombreuses douleurs physiques et psychiques dont il souffre. Par hasard, il retrouve Zulema, une de ses actrices, qui lui donne l'adresse d'Alberto Crespo, un acteur d’un de ses grands succès avec qui il est brouillé depuis trente-deux ans. À son contact, il sombre peu à peu dans l’addiction à l’héroïne. Frappé d'une terrible dépression au moment même où Sabor (« Saveur »), son film le plus acclamé, est réédité, il se retrouve submergé par des fragments de son existence (notamment du fait de son usage de stupéfiants lié à ses douleurs). Il se remémore également, tout au long du récit, des souvenirs de son enfance auprès de sa mère à Paterna. Salvador va connaître toute une série de retrouvailles après plusieurs décennies, certaines en chair et en os, d'autres par le souvenir, certaines ravivant parfois ses souffrances, d'autres le relançant dans le processus créatif et lui permettant d'approcher le sens de sa vie.

## Éléments de thématique
Le film traite de nombreux thèmes : les rapports complexes, pour le personnage de Salvador, entre la douleur physique, l'addiction (à l'héroïne), la créativité et l'écriture, ainsi que la hantise de la mémoire et de l'enfance ou encore l'amour (homosexuel). Nul doute que, plus que d'autres, ce film d'Almodóvar contient des éléments autobiographiques, Antonio Banderas jouant, comme souvent mais plus que jamais, le rôle de l'alter ego d'Almodóvar. Ainsi que le dit la réalisatrice Nathalie Labarthe dans son documentaire Antonio Banderas et Pedro Almodóvar : du désir au double, c'est peut-être le film « le plus personnel et le plus introspectif » d'Almodóvar, et celui qui récapitule le mieux, pour ce qui est de son aventure cinématographique et du cheminement du processus créatif de son œuvre, les relations privilégiées qu'il nouera avec ses acteurs fétiches (ici : Antonio Banderas et Penélope Cruz), la nostalgie et le retour à l'enfance avec ses découvertes, et la figure de la mère. Le réalisateur, alors âgé de 70 ans, a fait du personnage de Salvador son double, rappelant Huit et demi du cinéaste italien Federico Fellini. Dans ce film datant de 1963, Marcello Mastroianni incarne un réalisateur déprimé et fatigué qui revisite ses souvenirs.

## Fiche technique
- Titre français : Douleur et Gloire
- Titre original : Dolor y gloria
- Titre international : Pain and Glory
- Réalisation et scénario : Pedro Almodóvar
- Assistant réalisateur : Manuel Calvo
- Scripte : Yuyi Beringola
- Musique : Alberto Iglesias
- Directeur de la photographie : José Luis Alcaine
- Cadreur : Joaquín Manchado
- Montage : Teresa Font
- Son direct : Sergio Bürmann
- Direction artistique : María Clara Notari
- Décors : Antxón Gómez (es)
- Costumes : Paola Torres
- Directrices de casting : Eva Leira, Yolanda Serrano
- Producteurs : Agustín Almodóvar et Esther García
- Directeur de production : Toni Novella
- Société de production : El Deseo
- Société de distribution : Sony Pictures España (Espagne) /Pathé (France)
- Pays d'origine :  Espagne
- Langue originale : espagnol
- Genre : drame
- Format : couleur - 1.85:1 - DTS / Dolby Digital / SDDS
- Durée : 113 minutes
- Dates de sortie :
  - Espagne : 13 mars 2019 (première à Madrid) ; 22 mars 2019 (sortie nationale)
  - France : 17 mai 2019 (Festival de Cannes 2019 et sortie nationale)

## Distribution
- Antonio Banderas (VF : Bernard Gabay) : Salvador Mallo, un réalisateur que les douleurs physiques et morales empêchent de tourner
  - Asier Flores (VF : Sacha Tomassian) : Salvador Mallo, enfant
- Asier Etxeandia (VF : Laurent Maurel) : Alberto Crespo
- Nora Navas (VF : Anne Dolan) : Mercedes, l'assistante de Salvador
- Leonardo Sbaraglia (VF : Hugues Boucher) : Federico Delgado, le grand amour de Salvador
- Julieta Serrano (VF : Colette Venhard) : Jacinta, la mère de Salvador en fin de vie
  - Penélope Cruz (VF : Anneliese Fromont) : Jacinta, jeune
- César Vicente (VF : Xavier Robic) : Eduardo, le jeune maçon à qui Salvador apprend à lire et à écrire
- Cecilia Roth (VF : Françoise Vallon) : Zulema, une actrice amie de Salvador
- Raúl Arévalo (VF : Manuel Husson) : Le père de Salvador
- Susi Sánchez (VF : Anne Plumet) : Beata
- Rosalía : Rosita, la villageoise qui chante
- Pedro Casablanc : Dr. Galindo
- Julián López (VF : Gwendal Anglade) : Le présentateur de la cinémathèque
- Eva Martín (VF : Karine Texier) : La radiologue
- Sara Sierra : Conchita
- Xavi Sáez : Un spectateur à la cinémathèque
- Agustín Almodóvar : Le prêtre
- Topacio Fresh : Une spectatrice à la cinémathèque
- Cedrick Mugisha (première apparition[4]).

## Production

### Attribution des rôles
Antonio Banderas tient le rôle de l'alter ego de Pedro Almodóvar.

### Tournage
Le tournage a lieu dans la Communauté valencienne. Il dure quarante-quatre jours en août et septembre 2018.
L'appartement de Salvador (meubles, objets, tableaux ...) est une reproduction de celui de Pedro Almodóvar.

## Accueil

### Critique
La critique française et internationale réserve un accueil très enthousiaste lors de la présentation à Cannes,. 
En France, le site Allociné recense une moyenne des critiques presse de 4,6/5.
Pour Thomas Sotinel du Monde, Douleur et Gloire est « son film le plus achevé depuis Volver, le plus doux depuis La Fleur de mon secret, le plus étourdissant depuis Parle avec elle. ».
Pour Céline Rouden de La Croix, « Apparaissant involontairement comme le troisième volet d'une trilogie qui serait constituée par La Loi du désir et La Mauvaise Éducation, il met en scène une fois de plus un réalisateur. Sauf que celui-ci – incarné par son double cinématographique Antonio Banderas –, vieillissant et hirsute, lui ressemble et évolue dans un appartement qui n'est autre que le sien, reconstitué à l'identique en studio. À partir de là, à la manière d’une autofiction littéraire, sa vie et son imagination se confondent, dans un film brillantissime, dont la construction en forme de puzzle émotionnel nous emmène à la source de tout : son désir de cinéma. ».
Pour Catherine Balle du Parisien, « Porté par un Banderas magistral, le film est à l'image de ses décors aux couleurs explosives et aux géométries psychédéliques : exubérant, luxuriant et flamboyant. ».
Pour Gérard Lefort des Inrockuptibles, « Toute ressemblance avec Pedro Almodóvar, né en 1949 et auteur depuis le début des années 1980 d’une vingtaine de films qui l'ont rendu glorieux, n'est évidemment pas fortuite. [...] Douleur et Gloire n'est pas un requiem mais un hymne à la joie, à la vie malgré tout, une mélancolie profonde qui est aussi la promesse d'une nouvelle movida. ».
Pour Elisabeth Franck-Dumas de Libération, « Douleur et Gloire n'est pas la cathédrale baroque et hystérique qu'on pourrait attendre d'un film avec un tel titre, d'un tel cinéaste. Non, si Pedro Almodóvar n'a pas eu peur de se frotter ici aux grands totems, la vie et l’œuvre, le désir et la création, la réalité et la fiction, il l'a fait avec un calme et une évidence qui ont quelque chose de stupéfiant, faisant de ce film l'un de ses meilleurs, et de ses plus autobiographiques. ».

### Box-office
- Espagne : 926 040 entrées[15]
- France : 757 452 entrées[15]

## Distinctions

### Récompenses
- Festival de Cannes 2019 : 
  - Prix d'interprétation masculine pour Antonio Banderas[16]
  - Cannes Soundtrack Award pour Alberto Iglesias
- Prix du cinéma européen 2019 :
  - Meilleur acteur pour Antonio Banderas
  - Meilleur chef décorateur européen pour Antxón Gómez (es)
- Prix Feroz 2020[17] :
  - Meilleur film
  - Meilleur réalisateur
  - Meilleur acteur pour Antonio Banderas
  - Meilleure actrice dans un second rôle pour Julieta Serrano
  - Meilleur scénario
  - Meilleure musique originale
- Goyas 2020[18] : 
  - Meilleur film
  - Meilleur réalisateur
  - Meilleur acteur pour Antonio Banderas
  - Meilleure actrice dans un second rôle pour Julieta Serrano
  - Meilleur scénario original
  - Meilleur montage
  - Meilleure musique originale

### Nominations
- Goyas 2020 : 
  - Meilleur acteur dans un second rôle pour Asier Etxeandia et Leonardo Sbaraglia
  - Meilleure direction de production
  - Meilleure photographie
  - Meilleure direction artistique
  - Meilleurs costumes
  - Meilleur son
  - Meilleurs maquillages et coiffures

- Golden Globes 2020 :
  - Meilleur film en langue étrangère
  - Meilleur acteur dans un film dramatique pour Antonio Banderas
- Oscars 2020 : 
  - Meilleur acteur pour Antonio Banderas
  - Meilleur film international
- César 2020 : Meilleur film étranger

## Article annexe
- Psychotrope au cinéma et à la télévision